# 一地両検
一地両検（英語: juxtaposed controls、中国語: 一地两检）は二国間（或いは国境管理を行う二つの地域）を行き来する旅客の通関手続きや検査手続きを一括に行う形態を指す言葉。
主に中国本土と香港及びマカオの間で行われる物を指すことが多い。

## 主な事例

### 香港
2025年現在、正式に一地両検を行なっているのは深圳湾口岸のみである。

広深港高速鉄道の香港西九龍駅などの他の検問所に関しても、出入国の手続きが別々に行われるという違いこそあるものの、実際の入国をする前にそれらの手続きが行えるという形態から、実質的な一地両検だとされることがある。

### マカオ
マカオにおいては、正式な一地両検が広く行われており広東省珠海市との間に、港珠澳大橋珠澳口岸、横琴口岸、青茂口岸の3箇所が置かれている。

## 施行に対する批判
香港においては「より簡単に行き来が可能になることで法治が損なわれるのではないか」といったような反対意見も存在している。